# Donja Gradina
Donja Gradina (cyr. Доња Градина) – wieś w Bośni i Hercegowinie, w Republice Serbskiej, w gminie Kozarska Dubica. W 2013 roku liczyła 164 mieszkańców.